# Guglielmo de’ Pazzi
Guglielmo de’ Pazzi, Herr von Civitella (* 6. August 1437 in Florenz; † 6. Juli 1516 ebenda), war ein italienischer Politiker und Mitglied der Florentiner Familie Pazzi.

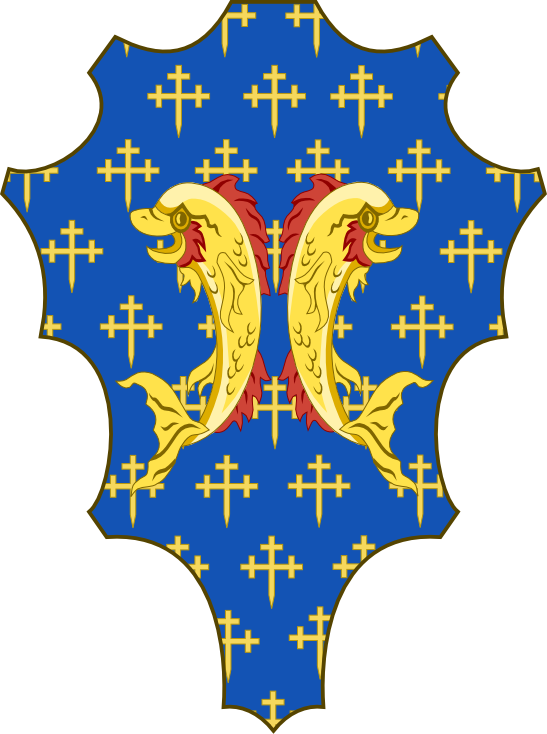
Wappen der Familie Pazzi

## Leben
Er wurde am 6. August 1437 als Sohn von Antonio de’ Pazzi und Nicolosa degli Alessandri geboren. Im August 1459 heiratete er Bianca de’ Medici, die Schwester von Lorenzo il Magnifico, und besiegelte damit das Bündnis zwischen den beiden wohlhabenden Familien, das jedoch bald nach der Pazzi-Verschwörung zerbrach. Seine politische Karriere verlief rasant: 1467 wurde er Priore di Libertà, 1469 Mitglied der VIII di Guardia e Balìa, 1471 Ufficiale di Monte und 1475 Konsul der Münzanstalt. Im Jahr 1478 heckten einige seiner Familienmitglieder mit Hilfe verschiedener Unterstützer innerhalb und außerhalb von Florenz eine Verschwörung gegen die Medici aus. Dabei wurde Giuliano de’ Medici ermordet, während Lorenzo de’ Medici wie durch ein Wunder überlebte. Die Hauptakteure der Verschwörung waren sein Onkel Jacopo de’ Pazzi und sein Bruder Francesco. Sie trieben die gesamte Familie in den Ruin, indem sie Guglielmo und seine Verwandtschaft mit den Medici ausnutzten, um sich den beiden Brüdern, den faktischen Herrschern von Florenz, zu nähern und sie heimtückisch zu ermorden.
Obwohl Guglielmo mit der tragischen Angelegenheit nichts zu tun hatte, wurde er mit seiner gesamten Familie aus Florenz verbannt und für mehr als fünfzehn Jahre von jedem politischen Amt ausgeschlossen. Erst 1495 finden wir ihn wieder in einer politischen Funktion der Stadt: Zunächst war er Accoppiatore, dann Kommissar in Tortona und Botschafter bei König Karl VIII. von Frankreich, anschließend Vicario von Mugello (1497) und Scarperia (1498). Nach dem Aufstand gegen die Medici im Jahr 1498 floh er wieder aus der Stadt, da es bis 1501 keine weiteren Nachrichten über seine Aufgaben gibt. In diesem Jahr war er Feldkommissar gegen die aufständischen Pisaner und Kommissar der florentinischen Miliz. 1502 wurde er dann zum Kommissar in der Val di Chiana und in Arezzo ernannt. 1513 gelang es ihm, Gonfaloniere di Giustizia, das höchste Amt der Florentiner Republik, zu werden. Später konnte er mit den Einkünften aus seiner Tätigkeit als Kaufmann und Bankier das Lehen von Civitella di Romagna erwerben.
Er wurde 1505 Witwer und starb am 6. Juli 1516 im Alter von 78 Jahren.

## Nachkommen
Guglielmo hatte mit seiner Frau Bianca de’ Medici sechzehn Kinder, neun Jungen und sieben Mädchen:
- Antonio (1460), starb im Säuglingsalter;
- Giovanna, verheiratet mit Tommaso Monaldi im Jahr 1471;.
- Contessina, verheiratet mit Giuliano di Francesco di Alamanno Salviati (1448–1512) am 19. Januar 1476[2]
- Antonio (1462–1528), Botschafter und Politiker, Gonfaloniere di Giustizia im Jahr 1521, zweiter Herr von Civitella;
- Alessandra (1465), heiratete 1483 Bartolomeo Buondelmonti (1438–1515);
- Cosimo (1466–1513), Erzbischof von Florenz von 1508 bis zu seinem Tod;
- Piero (1468), starb im Säuglingsalter;
- Lorenzo Alessandro (1470–1535), Kaufmann, Kunstliebhaber und Latinist;
- Cosa, verheiratet mit Francesco di Luca Capponi;
- Renato, Goldhändler;
- Lorenzo, Politiker und Botschafter;
- Luigia, verheiratet mit Folco di Edoardo Portinari im Jahr 1494;
- Maddalena, verheiratet mit Ormanozzo Deti im Jahr 1497;
- Alessandro (1483–1530), Botschafter, Literat und Griechischlehrer;
- Lucrezia, verheiratet zunächst mit Carlo Cattani da Diacceto und dann (1500) mit Pietro di Braccio Martelli; sie war die Mutter von Braccio Martelli und die Großmutter von Antonio Martelli;
- Giuliano (1486–1517), Doktor des Rechts, Abt und Kanoniker der Metropolitankirche von Florenz.